# Vukčić Katalin bosnyák királyné
Vukčić Katalin (1424 – Róma, 1478. október 25.), horvátul és bosnyák nyelven: Katarina Vukčić Kosača, szerbül: Катарина Вукчић Косача, bosnyák királyné.

## Élete
István Tamás bosnyák király második felesége.

## Gyermekei
- István Tamás (1412 körül–1461) bosnyák királytól, 2 gyermek:
  - Zsigmond (1449–1490 körül) bosnyák királyi herceg, 1463-ban anyja ellenkezése ellenére İshak bey Kraloğlu/Ishak-beg Kraljević/Исхак-бег Краљевић néven iszlám hitre tért, 4 gyermek:
    - Hatidzse
    - Ali
    - Musztafa
    - Nilüfer

  - Katalin (Stefánia) bosnyák királyi hercegnő, 1463-ban anyja ellenkezése ellenére iszlám hitre tért

## Külső hivatkozások
- Cawley, Charles: Dukes of Saint-Sava (Kosača) (angol nyelven). Foundation for Medieval Genealogy. (Hozzáférés: 2015. március 20.)
- Cawley, Charles: Bosnia Kings Genealogy (angol nyelven). Foundation for Medieval Genealogy. (Hozzáférés: 2015. március 20.)
- Marek, Miroslav: The House of Kotromanić (angol nyelven). Euweb. (Hozzáférés: 2015. március 20.)
- Marek, Miroslav: The Dukes of St.Sava (angol nyelven). Euweb. (Hozzáférés: 2015. március 20.)

| Előző Vojača | Bosznia királynéja 1446 – 1461 | Következő Brankovics Mária |